# 钱其琛 (国民党)
钱其琛（1900年—1972年9月28日），字公南，别号贡埔，江苏南通人。父親為钱實秋，前清舉人、書法家，母親葛氏。
钱其琛1924年自交通大学电机系毕业后，曾任职于北京政府交通部、财政部。1925年加入中国国民党。1929年起在国民政府交通部任职，曾任財政務辦鹽務行政，1932年起历任交通部电政司科长、技正、电政司帮办（兼中央文化驿站总管理处处长）、邮电司帮办（兼电信总局副局长）等，曾負責擬定由中央統壹經營之各項法令規章，作爲發展國家電信事業之藍本。1943年，電信總局成立，電政司改稱郵電司，擔任郵電司幫辦兼任電信總局副局長。1946年出任电信总局局长。他还先后当选过制宪国民大会代表、第一届国民大会代表。赴台后，於1950年又任交通部常务次长（兼电信总局局长）、国民党电信党部主任委员。1968年退休後，於1972年在台北逝世。